# Сарбаи
 Сарбаи — деревня в Кировской области. Входит в состав муниципального образования «Город Киров»

## География
Расположена на расстоянии примерно 9 км по прямой на юго-запад от железнодорожного вокзала станции Лянгасово.

## История
Известна с 1802 года как деревня города Хлынова Вознесенской церкви с 5 дворами, в 1873 здесь (деревня города Хлынова Вознесенская церкви или Сорбаи, Сибирь) было дворов 8 и жителей 77, в 1905 (деревня города Хлынова Вознесенская или Сарбаи) 12 и 73, в 1926 (Сарбаи) 13 и 60, в 1950 11 и 42, в 1989 3 жителя. Административно подчиняется Ленинскому району города Киров.

## Население
Постоянное население составляло 0 человек в 2002 году, 6 в 2010.